# Orgasm
Orgasmul (greacă. ὀργασμός [orgasmos] - emoție, umflare, dilatare; climax sexual, juisare) este rezultatul final apărut ca răspuns al activității ciclice din timpul actului sexual și poate fi obținut de ambii parteneri. Orgasmul este caracterizat ca o plăcere fizică intensă, controlată involuntar de sistemul nervos autonom. El este acompaniat de contracții ciclice rapide ai mușchilor pelvieni inferiori, care înconjoară organele genitale și orificiul anal. Orgasmele sunt de asemenea frecvent asociate cu alte reacții involuntare, incluzând spasme musculare în diverse zone ale corpului, stare de euforie generalizată și vocalizare involuntară.
După starea de orgasm, individul resimte o stare de oboseală și nevoia de odihnă. Aceasta este atribuită eliberării de prolactină în timpul orgasmului. Prolactina este eliberată fiziologic ca răspuns neuroendocrin în stările depresive. La Universitatea din Groningen, Țările de Jos, au fost realizate studii asupra evenimentelor cerebrale, care accompaniază orgasmul, atât la bărbat, cât și la femeie. Tehnicile utilizate au inclus: Tomografia cu Emisie de Pozitroni (PET) și RMN. Creierul uman reacționează aproape identic la ambii parteneri în timpul orgasmului. Imaginile au pus în evidență faptul că largi porțiuni din cortexul cerebral își reduc temporar activitatea în timpul orgasmului.
Orgasmul este obținut prin stimularea directă a penisului sau clitorisului, de diverse durate de timp. Această stimulare poate fi realizată prin contact sexual penetrant sau nepenetrant, masturbare (stimulare cu ajutorul mâinilor), sex oral (cunilingus), vibrator, alte jucării erotice sau prin electrostimulare. Astfel, prin orice tip de stimulare a penisului sau clitorisului se poate obține ca rezultat orgasmul. Orgasmul poate apărea prin stimularea altor zone erogene, sau în absența stimulării fizice, prin stimulare psihologică, precum și ca poluție nocturnă sau "vis ud". 

## Fiziologie

### La bărbat

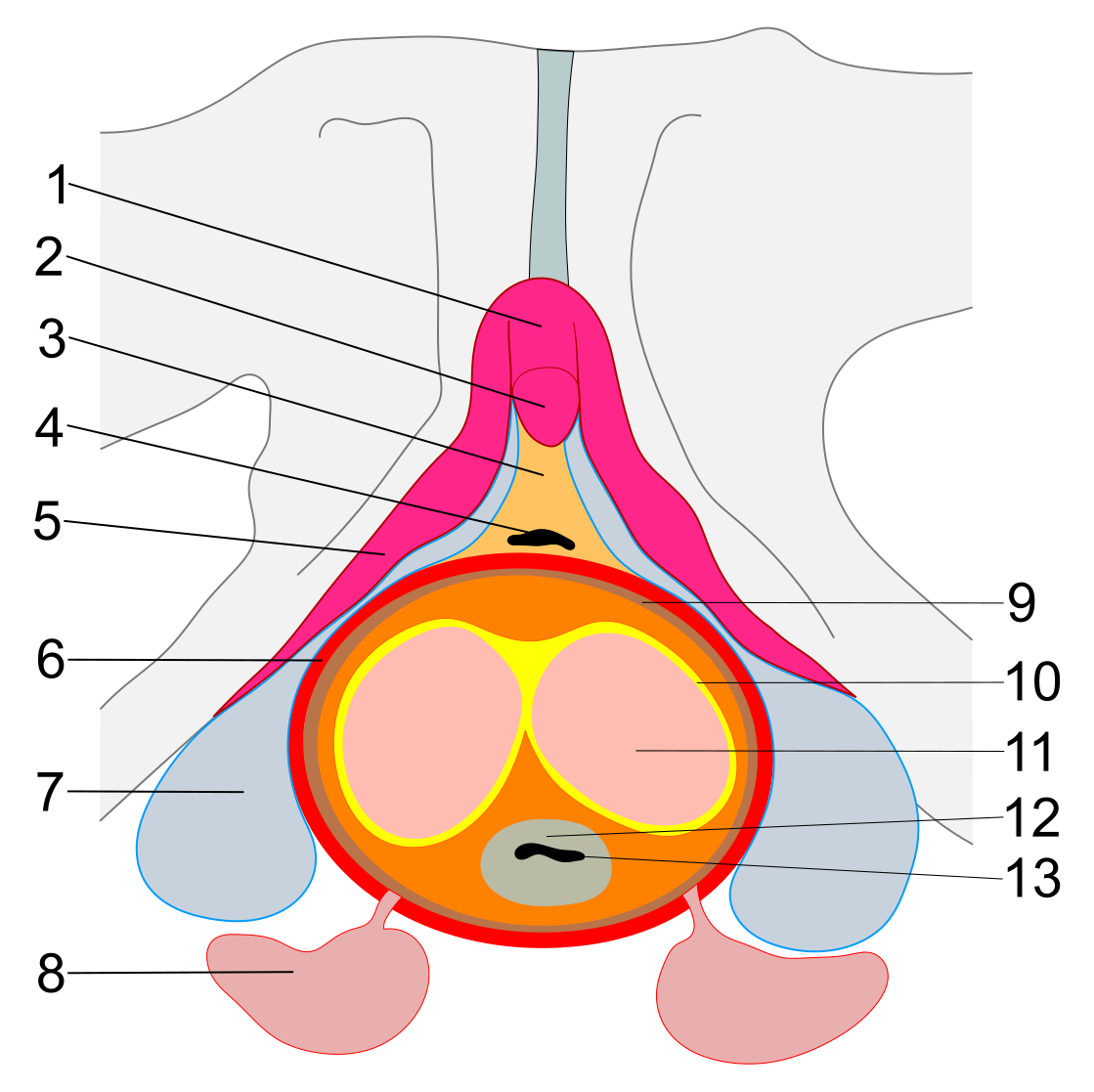
Presiunea exercitată asupra organelor erectile feminine de către penis în momentul intromisiunii:
Organe feminine:
1 - corpul clitorisului; 2 - glandul clitorisului; 3 - partea anterioară a vestibulului vaginal; 4 - orificiul urinar feminin; 5 - rădăcina clitorisului; 6 - vagin; 7 - bulb vestibular; 8 - glanda vestibulară mare.
Organe masculine:
9 - învelișurile externe ale penisului; 10 - tunica albuginea; 11 - corpul cavernos al penisului; 12 - corpul spongios al penisului; 13 - uretra masculină.

În timpul orgasmului, bărbatul resimte contracții ritmice rapide la nivelul sfincterului anal, prostatei, uretrei și mușchilor penisului. Aceste contracții vor produce ejacularea, forțând evacuarea prin uretră a lichidului seminal acumulat. Acesta este un proces fiziologic care durează între 3-10 secunde și este descris ca deosebit de plăcut.
Odată cu înaintarea în vârstă, în mod normal volumul lichidului seminal ejaculat se reduce, reducându-se de asemenea și durata orgasmelor. Aceasta nu afectează sentimentul plăcut al punctului culminant al actului sexual, ci doar îi reduce durata.
După ejaculare, apare o perioadă refractară în timpul căreia bărbatul nu mai poate atinge un alt orgasm. Durata acestei perioade variază de la individ la individ și chiar la același individ de la mai puțin de un minut până la mai multe ore, în funcție de vârstă și factorii individuali genetici.

#### Senzații
Când bărbatul se apropie de orgasm ca urmare a stimulării penisului, acesta simte o stare de contracție musculară pulsatilă, plăcută, însoțită de o stare de euforie generalizată. Aceste pulsații încep printr-o zvâcnire a sfincterului anal, traversează apoi pelvisul spre penis, mergând până la vârful acestuia. Eventual acestea cresc în intensitate și frecvență pe măsură ce orgasmul se apropie, atingând în final o stare de contracție susținută, în platou, însoțită de o senzație de plăcere de câteva secunde - orgasmul.
În timpul orgasmului, are loc ejacularea lichidului seminal, aceasta putând continua timp de câteva secunde după orgasm, pe măsură ce starea euforică se diminuează și dispare. Se consideră că senzațiile resimțite în timpul orgasmului variază de la un bărbat la altul, dar majoritatea le consideră ca fiind deosebit de plăcute.

### La femeie
Orgasmul la femeie durează în medie 20 secunde (la bărbați media fiind doar 6 s.), în unele cazuri până la 60 de secunde. Cea mai simplă modalitate de a obține orgasmul este stimularea clitorisului (fricționare manuală, cunnilingus sau prin alte metode). Datele statistice arată că pentru atingerea orgasmului 70–80% dintre femei exprimă nevoia de stimulare clitoridiană directă.
Pentru unele femei, poate fi suficientă stimularea indirectă a clitorisului, în timpul penetrării vaginală sau întinderii labiilor mici (buzele vaginale mici). Frecvența și intensitatea orgasmelor variază atât de la femeie la altă, cât și de la un act sexual la altul.
La un orgasm de intensitate „obișnuită” se produc aproximativ 5-8 contracții ale „platformei orgasmice”, iar pentru un orgasm intens sunt necesare 8-12 contracții. Senzația de plăcere a femeii depinde de intensitatea și numărul contracțiilor. În timpul orgasmului se contractă mușchii vaginali, musculatura uterului și mușchiul pubococcigian (considerat „mușchiul iubirii”). Exteriorizarea orgasmului feminin se observă prin pulsația ritmică a vulvei, zonei perineale și a glandului clitorisului. Cele mai intense senzații de plăcere se simt la primele contracții orgasmice. Ulterior durata dintre contracții crește iar sentimentul de plăcere se diminuează treptat, la fiecare nouă contracție.
Există totodată o controversă care vizează localizarea sursei orgasmului feminin: vaginul sau clitorisul. Unele femei remarcă că „orgasmul clitoridian” este mai puternic, altele consideră „orgasmul vaginal” mai plăcut. A treia categorie de femei n-au observat diferențe între orgasmul vaginal sau clitoridian.  Totuși, pentru majoritatea femeilor clitorisul este organul cel mai sensibil și un important centru al senzațiilor sexuale.
Clitorisul, fiind alcătuit din gland (cap), corp și două rădăcini, înconjoară porțiunea inferioară a canalului vaginal. La suprafață, poate fi vizualizat doar glandul clitoridian, amplasat deasupra  meatului urinar și orificiului vaginal, în locul joncțiunii labiilor mici. În timpul excitației sexuale, datorită vasoconstricției venelor și a acumulării sângelui în corpii cavernoși, clitorisul devine turgescent (erect), mărindu-se în volumul. 

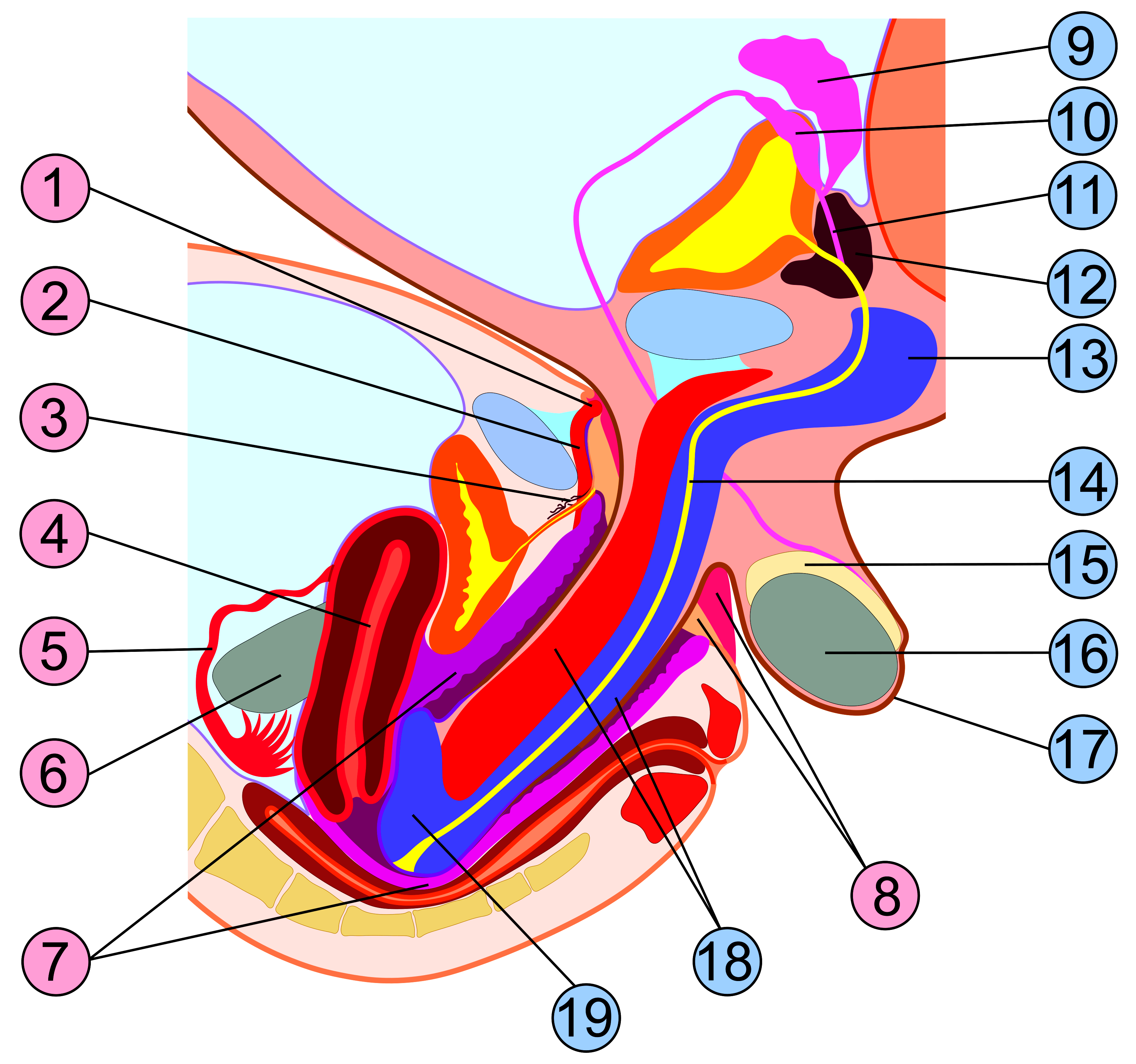
Anatomia actului sexual uman: 1 - gland clitoridian; 2 - corp clitoridian; 3 - glande vestibulare mici; 4 - uter; 5 - trompă uterină; 6 - ovar; 7 - vagin; 8 - labii vaginale; 9 - vezică seminală; 10 - ampula canalului deferent; 11 - canal ejaculator; 12 - prostată; 13 - bulb penian; 14 - uretră, 15 - epididim; 16 - testicul; 17 - scrot; 18 - corp penian; 19 - gland penian

„Orgasmul clitoridian” este mai ușor de obținut, deoarece glandul, sau clitorisul în ansamblul, posedă peste 8.000 de terminații nervoase (echivalând cu numărul receptorilor nervoși ale glandului peninian masculin). Întrucât clitorisul este omolog penisului, acesta posedă aceeași capacitate de excitare și de producere a plăcerii sexuale, precum la bărbat. Actul sexual vaginal obișnuit între bărbat și femeie nu permite stimularea directă a clitorisului. De aceea, pentru atingerea orgasmului, multe femei au nevoie de stimulare directă și prelungită a clitorisului. Din această cauză, în unele cupluri, femeia se angajează în poziție superioară sau se aplică tehnica de aliniere coitală pentru a maximiza stimularea clitorisului.
În unele situații, când excitația sexuală devine maximă atingerea directă a glandului poate fi iritantă sau dureroasă, ducând la dispariția senzațiilor de plăcere. În acest caz, clitorisul poate fi stimulat indirect în momentul intromisiei: penisul exercită presiune asupra pereților vaginali iar aceștia, la rândul lor, antrenează bulbii vaginali și rădăcinile clitorisului. De asemenea, stimularea indirectă a clitorisului se realizează prin tragerea pliurile tegumentare ale buzelor vaginale care înconjoară clitorisul (frâu și prepuț).
În comparație cu clitorisul, vaginul nu este îndeajuns de sensibil la stimularea sexuală. Totuși, în apropierea orificiul extern al vaginului se găsesc receptori tactili capabili să transmite creierului senzația de atingere tandră.
Pe peretele anterior al vaginului, unii cercetători conturează o zonă sensibilă, implicată în declanșarea orgasmului, denumită „punctul G”. Cercetările din a două jumătate a secolului XX privind alcătuirea organelor genitale feminine externe, realizate cu ajutorul tomografiei prin rezonanță magnetică și a disecțiilor minuțioase, au arătat structura internă complexă a vulvei, în special a țesuturilor erectile. Astfel, clitorisul nu se rezumă numai la glandul vizibil, ci are o structură mai complexă în profunzime. Se atestă o legătură strânsă între partea inferioară a vaginului, bulbilor vestibulari și rădăcinile clitorisului. În timpul excitații, bulbii vestibulari, de asemenea alcătuiți din țesut erectil, se umflă datorită acumulării sângelui, îngustând intrarea în vagin și, totodată, presând rădăcinile clitoridiene. Astfel, în timpul mișcărilor de intromisie a penisului, bulbii vestibulari sunt presați prin care se stimulează indirect clitorisul (bulbii aderând intim pe fața internă a rădăcinilor clitoridiene). Deci, nu poate fi vorba de „orgasm (exclusiv) vaginal”, deoarece peretele anterior al vaginului este legat inextricabil de structurile interne ale clitorisului. Orice presiune asupra pereților vaginali implică în același timp structurile interne ale clitorisului.
Datele științifice cu referire la orgasmul feminin, obținute prin alte metode decât stimularea clitoridiană sau vaginală („punctul G”), sunt mai puțin răspândite în literatura de specialitate. Majoritatea cercetătorilor susțin că nu poate fi făcută distincția între „tipurile” de orgasm (vaginal/clitoral). 
Această tipizare eronată a început cu Sigmund Freud, care a formulat conceptul greșit de „orgasm vaginal” ca ceva separat de „orgasmul clitoridian”, fără a oferi vreo dovadă sau explicație pentru această părere. În 1905, Freud a afirmat că „orgasmul clitoridian” reprezintă un „fenomen adolescentin”, semn al imaturității, și, la atingerea pubertății, femeile adulte trăiesc „orgasme vaginale”, ca răspuns „adecvat” la excitația sexuală. În prezent, ideile renumitul savant sunt considerate incorecte, iar clitorisului i se atribuie rolul de nucleu al plăcerii sexuale feminine. 
Aspectele emoționale ale actului sexual, în general, și ale orgasmului, în particular, nu sunt deloc neglijabile. Majoritatea femeilor afirmă că intensitatea orgasmului și senzația de extaz depind nu numai de zona corpului care se stimulează, ci și de forța psihologică și implicarea emotivă ale femeii, sentimentele față de partener și dorința ei pentru copulație. Intimitatea emoțională dintre parteneri poate intensifica orgasmul, iar orgasmul poate aprofunda intimitatea cuplului.

##### Senzații

Modificarea labiilor vaginale și a clitorisului în fazele ciclului răspunsului sexual

Când intimitatea sexuală este puternică, începe contopirea într-un tot unitar a senzațiilor de plăcere generate de clitoris și pereții vaginali prin atingerea lor de către penis în momentul intromisiunii, mângâierea și stimularea zonelor erogene, erecția mameloanelor și umflarea sânilor), culminând cu orgasmul. Percepția de contopire tandră din vagin începe să se intensifice treptat, generând o senzație de stopare, de suspans, înlocuită de o creștere a sensibilității clitorisului, iradiată din pelvis, ca o explozie sau o emoție de pierdere a unui fluid sau de eliberare a unei mari tensiuni.
Când excitația devine maximă, femeia simte un sentiment de căldură, care invadează zona pelviană și se răspândește în tot corpul. În final, apare sentimentul de extaz, acompaniat de contracția mușchilor pelvieni, sfincterului vaginal, uretrali și ai musculaturii netede ale uterului. În unele cazuri, în timpul orgasmului întreaga ființă feminină este supusă convulsiilor, manifestate prin pulsația vulvei și a clitorisului. Orgasmul feminin poate fi exteriorizat ca un oftat sau un fior senzual, corpul femeii fiind cuprins de tremur, sau poate fi intens până la pierderea momentană a conștiinței. Orgasmul reprezintă un reflex condiționat, fiind recepționat de sistemul nervos și răspândit difuz în acea zonă a corpului, unde este situat organul orgastic - clitorisul.

## Clasificare

### În structurile prostatei
Unii indivizi pot avea orgasm prin stimularea structurilor prostatice, care sunt reprezentate la bărbat de prostata însăși, iar la femei de glandele Skene. Astfel, locația glandelor Skene se constituie ca punctul G sau punctul Grafenberg, după numele fiziologului care a identificat această zonă cu potențial crescut de a produce orgasmul. Orgasmul prostatic se poate obține printr-o anumită tehnică a sexului anal la bărbați, iar la femeie se face prin stimularea peretelui posterior al vaginului.
Orgasmele de acest tip pot declanșa, atât la bărbat, cât și la femeie ejacularea (respectiv ejacularea feminină). Stimulate suficient, structurile prostatei sunt "mulse" prin comprimare transrectală. Astfel, deși nu există stimulare peniană sau clitoridiană apare o ejaculare, fără să fie însă însoțită de orgasm. Când stimularea peniană este combinată cu stimularea prostatei, unii bărbați raportează o creștere a volumului de lichid seminal ejaculat. Structurile prostatice produc un produs de secreție exocrină care intră în componența lichidului ejaculat. În timpul orgasmului, acesta va urma calea ductelor deferențiale până în uretră, iar apoi în exterior.

### Anal
Orgasmul anal este orgasmul produs prin stimulare intraanală, prin contact sexual anal sau inserarea unui deget sau unei jucării erotice. Numai anumite persoane, femei sau bărbați, pot avea orgasm anal (deși toți indivizii ar fi capabili din punct de vedere biologic), aceștia având fie un climax complet, fie unul incomplet.
De asemenea, femeile pot avea o stare echivalentă unui orgasm fără stimulare intraanală, ci prin stimularea coapselor și orificiului anal. Tipic, stimularea în punctul G, situat în peretele recto-vaginal, cu ajutorul penisului, degetului sau jucăriilor erotice, poate produce un orgasm mai puternic, prin cumularea reacțiilor produse prin stimularea vaginului cu cea a rectului. Aceasta ar fi facilitată prin stimularea manuală a regiunilor perivaginale și perirectale. Altă teorie asupra fiziologiei orgasmului anal include țesuturile erectile situate în peretele rectovaginal care răspund în timpul stimulării ca orice alt țesut erectil. Anecdotic, se sugerează că unele femei care au experimentat un orgasm anal l-au considerat calitativ diferit față de orgasmul vaginal sau clitoridian, în timp ce altele nu au remarcat această diferență.
La ambele sexe, plăcerea din timpul stimulării anale provine din stimularea terminațiilor nervoase situate perianal și în canalul anal. De aceea plăcerea se poate obține și fără stimularea vaginală sau clitoridiană. La bărbații homosexuali receptori, orgasmul anal nu are nicio legătură cu orgasmul prostatic cu care poate fi confundat, cele două având mecanisme fiziologice de producere diferite.

### Mamar
Orgasmul mamar apare la femei și poate fi declanșat provocat prin stimularea sânilor. Nu toate femeile dezvoltă orgasmul ca urmare a stimulării sânilor. Totuși există femei care susțin că stimularea sânilor în timpul preludiului și a actului sexual, sau simpla mângâiere a sânilor le poate induce orgasmul. Potrivit unui studiu care a inclus 213 femei, 29% dintre ele experimentaseră un orgasm mamar la un moment dat, dar în alte studii, până la numai 1 % declară existența acestui tip de orgasm. Astfel, există variații individuale pentru fiecare femeie în parte. Se consideră că acest tip de orgasm apare în parte datorită eliberării hormonului oxitocină în timpul stării de excitație sexuală. S-a arătat de asemenea că oxitocina este produsă și eliberată în momentul în care mamelonul este stimulat, acesta intrând în stare de erecție.

### Multiplu
În unele cazuri, femeile fie nu au o perioadă refractară între orgasme, fie aceasta este de scurtă durată și astfel obțin un al doilea orgasm la o perioadă scurtă față de primul sau chiar un număr de orgasme consecutive. Acestea sunt cunoscute ca orgasme multiple. După orgasmul inițial, climaxurile următoare pot fi mai puternice și mult mai plăcute pe măsură ce stimularea se acumulează. În cazul anumitor femei, clitorisul și mameloanele pot deveni mai sensibile, astfel încât continuarea stimulării devine dureroasă. Exercițiile de respirație rapidă și profundă în timpul stimulării sexuale, pot asigura eliberarea acestor tensiuni. Au fost înregistrate cazuri excepționale de femei care au raportat a avea "prea multe orgasme", incluzând chiar cazul unei britanice la care orgasmul survenea pe parcursul întregii zile, fiind declanșate chiar de cele mai mici vibrații.
La bărbat, este posibilă atingerea orgasmului fără ejaculare ("orgasm uscat") așa cum este posibilă și ejacularea fără orgasm. Au fost raportate cazuri de bărbați care au orgasme multiple consecutive, în special astfel de orgasme fără ejaculare. Bărbații care au orgasme uscate au orgasme multiple, deoarece perioada refractară de odihnă se reduce. Există bărbați care se pot masturba mai multe ore la rând atingând astfel orgasmul de mai multe ori. În ultimii ani, un număr de lucrări au descris diverse tehnici de obținere a orgasmelor multiple. Bărbații care au astfel de orgasme multiple (precum și partenerele lor) au raportat că obstrucționarea voluntară a ejaculării în timpul orgasmului îi menține într-un tonus fizic mult mai bun. De asemenea, unii bărbați au raportat că orgasmul ejaculator ulterior este unul mult mai puternic decât cel inițial.

### Simultan
Orgasmul simultan (denumit și orgasm mutual) este climaxul sexual atins în același timp de ambii parteneri în timpul actului sexual.

## Bazele genetice ale variațiilor individuale
Un studiu efectuat în 2005 pe indivizi, a evidențiat că o femeie din trei nu ajunge niciodată sau are dificultăți în a atinge orgasmul, în timp ce numai o femeie din 10 ajunge întotdeauna la orgasm în timpul unui act sexual normal. Se consideră că această variabilitate în capacitatea de a atinge orgasmul este determinată genetic în proporție de 35-45%, restul fiind influențată de factorii psihosociali individuali. Studiul, care a inclus 4000 de indivizi femei, a fost publicat în Biology letters, a Royal Society Journal. Dr. Elisabeth Lloyd a citat acest studiu în Fantastic Bonus Theory.

## Orgasmul și sănătatea
Orgasmul și în general relațiile sexuale sunt activități fizice care presupun o implicare funcțională importantă din partea majorității sistemelor din organism. Un studiu publicat în 1997 în British Medical Journal, care a inclus 918 bărbați cu vârste între 45-59, urmăriți pe o perioadă de 10 ani a demonstrat că bărbații care aveau mai puține orgasme au fost de două ori mai predispuși să moară de diverse cauze medicale decât cei care aveau mai mult de două orgasme pe săptămână. Un alt studiu asupra bolilor cardiovasculare desfășurat în 2001 a demonstrat reducerea cu până la 50% a riscului de infarct și accident vascular cerebral la persoanele care fac sex de cel puțin trei ori pe săptămână.

## Medicamentele și orgasmul
S-a pus în evidență capacitatea unor medicamente de a potența sau crește reacțiile de tipul orgasmului. Marijuana intensifică orgasmul, atât la femeie, cât și la bărbat, întârziind în același timp ejacularea. GHB, GBL și 1,4 Butanediolul sunt utilizate de asemenea pentru a intensifica orgasmul. Atât bărbații, cât și femeile care utilizează stimulente de tipul 3,4-MDMA (ecstasy), și droguri psihedelice ca LSD și psilocybina - conținând extracte de ciuperci, au raportat o creștere a plăcerii sexuale. Dea-lungul istoriei, drogurile recreaționale au fost folosite pentru creșterea senzațiilor din timpul actului sexual dar, există puține cercetări (acestea fiind chiar interzise prin lege) cu privire la recomandarea acestora în acest sens. În majoritatea cazurilor efectele adverse le depășesc pe cele utile.
Anecdotic, există date care sugerează o îmbunătățire a răspunsului de tip orgasm la femeile care au utilizat sildenafil (cunoscut sub denumirea comercială de Viagra).

## Sexul tantric
Sexul tantric face parte din practicile spirituale indiene străvechi. Acesta atribuie orgasmului valori diferite față de cele ale sexualității actuale. Practicanții sexului tantric nu urmăresc atingerea orgasmului, ci menținerea pe o perioadă cât mai lungă într-o stare de pre-orgasm sau pre-ejaculare. Avocații sexului tantric, cum ar fi Rajneesh, susțin că aceste stări fac ca sentimentele orgasmice să se extindă apoi la toate experiențele conștiente ale individului.
Alți susținători ai sexului tantric și neotantric consideră că în cultura occidentală individul se concentrează prea mult spre atingerea orgasmului climactic, ceea ce reduce capacitatea acestuia de a resimți plăcerea în timpul întregii experiențe sexuale. Astfel, prin eliminarea plăcerii, este eliminată și posibilitatea de a stabili legături emoționale puternice între parteneri.
Aceste practici nu trebuie confundate cu tantra buddistă (Vajrayana).

## Orgasmul la animale
Mecanismul fiziologic al orgasmului la indivizii masculi este similar la majoritatea mamiferelor. De asemenea, la cele mai multe specii de mamifere (dar și la aligatori), femelele au clitoris.
S-au făcut cercetări extinse în ceea ce privește sexualitatea și posibila existență a unui orgasm la delfini, la care s-a observat angajarea acestora în relații sexuale și din alte motive decât strict pentru procreare.

## Vezi și
- Kama Sutra
- Ciclul răspunsului sexual uman
- Ziua Mondială a Orgasmului